# Döhlen (Kubschütz)

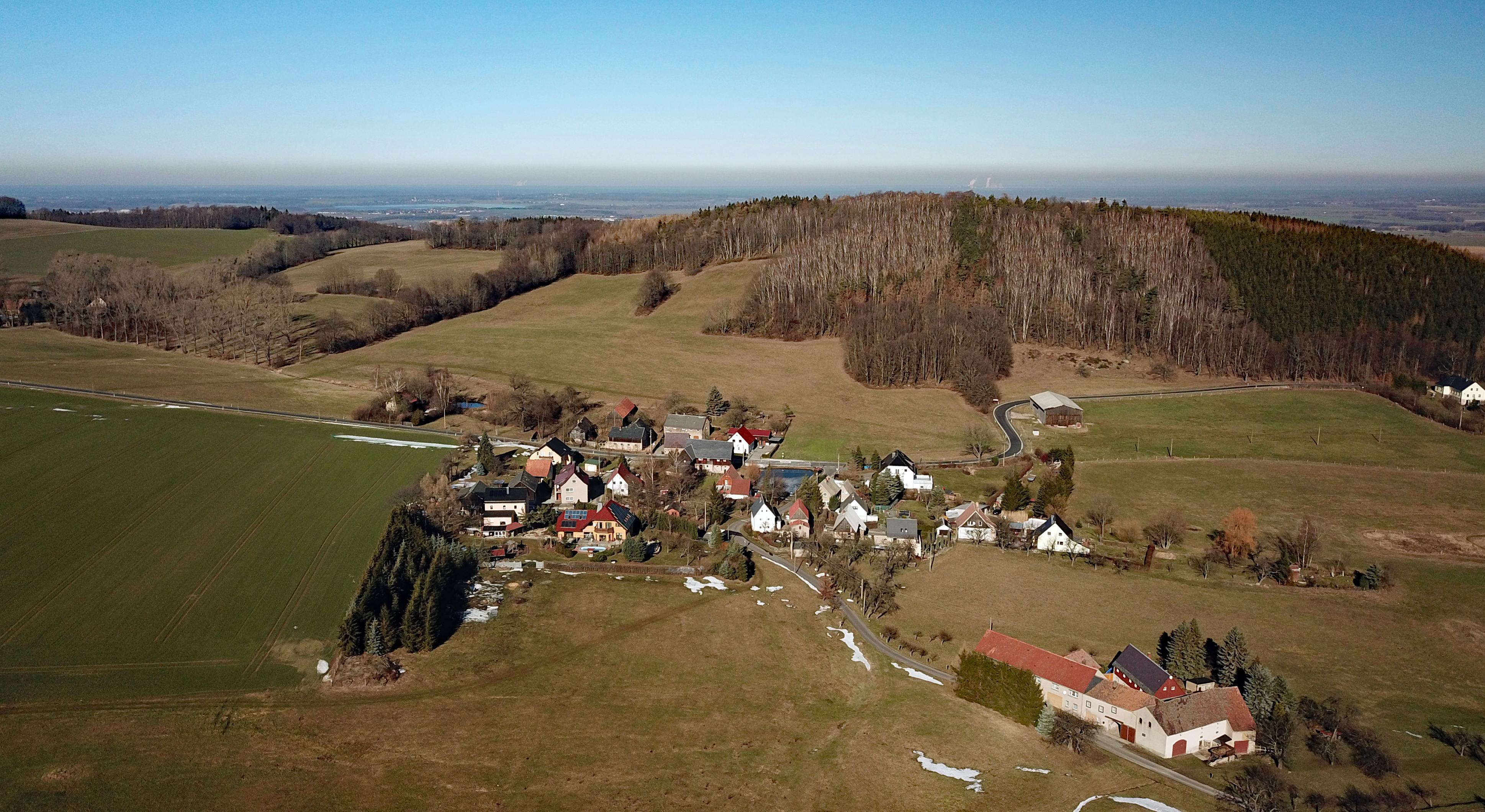
Luftbild

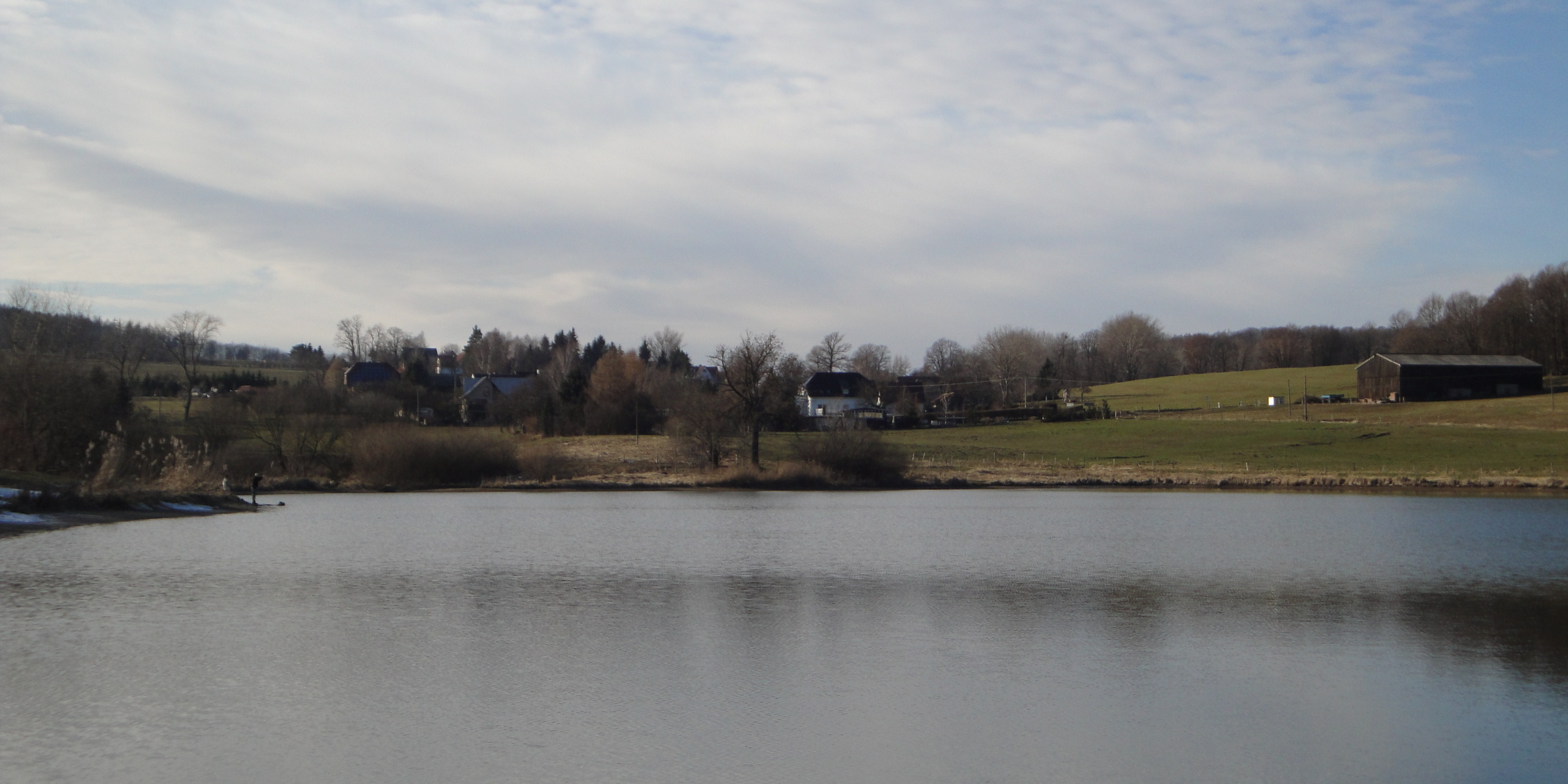
Blick über die Talsperre Rachlau auf Döhlen

Döhlen, sorbisch Delanyⓘ, ist ein Dorf mit 53 Einwohnern im ostsächsischen Landkreis Bautzen, das zur Gemeinde Kubschütz gehört. Es zählt zur Oberlausitz und gehört zum offiziellen sorbischen Siedlungsgebiet.
Der aus dem Sorbischen kommende Ortsname bedeutet so viel wie „Niederland“ oder schlicht „Senke“ und passt zur geografischen Lage des Ortes.

## Geografie
Döhlen ist von seiner Struktur als ein erweiterter Bauernweiler zu bezeichnen. Das Dorf befindet sich am Fuße des Hromadnik. Die Nachbarorte sind Pielitz im Westen und Rachlau im Osten. Zwischen Döhlen und Rachlau befindet sich mit der Talsperre Rachlau das größte stehende Gewässer der Gemeinde Kubschütz.

## Geschichte
Der Ort wird 1416 als Delin erwähnt, später auch Delan (1433), Dhelen (1564), Doelenn (1569), Dählen (1574) und Döhlen (1657).
Döhlen war zunächst nach Bautzen dann bis in das 18. Jahrhundert nach Großpostwitz gepfarrt, bevor es wegen Streitigkeiten nach einem Mordfall nach Hochkirch kam.
In den Jahren 1884/85 verzeichnete der Wissenschaftler Arnošt Muka für Döhlen 105 Einwohner, von denen 101 Sorben waren. Seither ist der Gebrauch des Sorbischen wie beinahe überall im evangelischen Teil des Siedlungsgebietes stark zurückgegangen.

## Persönlichkeiten
In Döhlen wurde 1811 der spätere Pfarrer Jan Kilian geboren. Mit ihm zogen 1854 etwa 550 sorbische Auswanderer nach Texas (meist nach Serbin).